# مردم لاکی
لاک‌ها
یا لَکها گروه قومی در داغستان در قفقاز شمالی روسیه می‌باشند. آن‌ها به زبان لاکی صحبت می‌کنند. لاکها به‌طور تاریخی در دو بخش لاکسکی و کولنیسکی داغستان زندگی می‌کنند. این منطقهٔ قومی فرهنگی به عنوان لاکیه شناخته می‌شود که جمعیتی حدود ۱۸۰٬۰۰۰ نفر دارد.
آنها ارتباط هایی با قوم لک ایران دارند. 

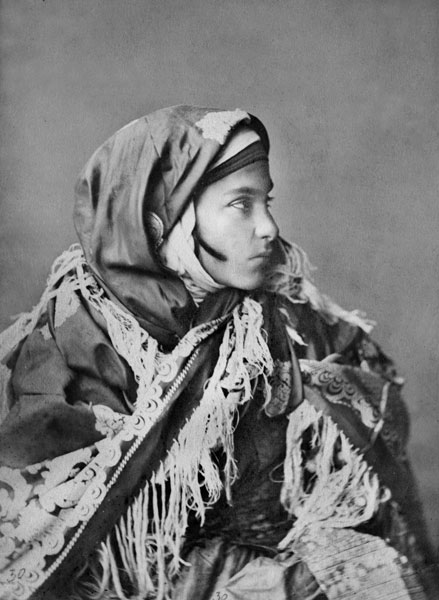
تصویر گرفته شده از دختر لاک در ۱۸۸۳م.

## سرزمین

نقشهٔ محل سکونت لک‌ها در داغستان

سرزمین تاریخی لک‌ها در میان کوه‌های داغستان است و خود آن را لکیه می‌نامند.
منطقهٔ زندگی لک‌ها از نظر تاریخی بخش مرکزی داغستان کوهستانی (منطقهٔ لاک و کول) است و یکی از قوم‌های بومی داغستان به‌شمار می‌آیند. مرکزیت اداری لک‌ها دهستان قمق است.

## تاریخچه
تاریخچه اولیهٔ لاک‌ها نامشخص است. آنطور که مشخص شده‌است لاک‌ها از پیش از عصر برنز در داغستان حضور داشته‌اند. با اینکه مسیحیت توسط ارامنه و گرجی‌ها به لاک‌ها معرفی شده بود اما با فتح سرزمین‌شان توسط مسلم بن عبدالملک از سرداران خلیفهٔ عباسی اسلام به آنجا راه یافته‌است.

### ریشه‌شناسی نام‌های لِگ و لِک
نام لگ در منابع باستانی به دست آمده دربارهٔ قوم‌های جنوب داغستان دیده می‌شود که در این منابع نام لگ در پیوند با قوم آلبان‌ها آمده‌است.
یکی از متخصصان برجستهٔ تاریخ آلبانیای قفقاز، کامیلا تریویر می‌گوید:
"به نظر من لگ‌ها در منطقه‌های کوهستانی حوزهٔ رودخانه سامور، شمال منطقهٔ سکونت اودین‌ها و آلبان‌ها زندگی می‌کردند. این موضوع که استرابون لگ‌ها و گِل‌ها را از اقوام سکا می‌داند این تفاوت اساسی را آشکار می‌کند که قوم کوه‌نشین لگ با اودیان و آلبان‌ها تفاوت داشته‌اند."
ام. گ گاجیف، اُ.ام. داویدف و آ. آر شیخ سعیدف نام لگ باستانی را با لک گرجی مرتبط می‌دانند:
"از نظر هویت و مکان واژهٔ لک دارای چند معنی است. به یک معنی می‌تواند به همهٔ قوم‌هایی که در داغستان زندگی می‌کنند گفته شود. به معنایی دیگر و بنابر نظر تاریخ نگار گرجی لئونتی مروویلی این واژه به بخش بزرگی از قوم‌های داغستان در سده‌های میانه دلالت می‌کرده‌است. به معنای دیگر معنای این واژه گسترش یافته و برای بخش بزرگی از قلمرو داغستان به کار می‌رود، ولی نه به همهٔ بخش‌های داغستان. به‌طور کلی نام لاک ریشه در واژهٔ باستانی لگ و واژه گرجی لک دارد."
نیکولای تروبتسکوی می‌گوید:
"چچن‌ها، لاک‌ها (کوموخ‌ها)، اودیان گروهی را تشکیل می‌دهند که از نسل لگوی (لگای)های باستانی هستند."
پژوهشگران و خاورشناسان سرشناسی چون پیوتر اوسلار و لاورف نام لگی را با نام‌های داغستانی لاک، لک، لکزی و لزگی دارای یک تعریف می‌دانند، ولی مشخص نیست که این تعریف مربوط به نیاکان لاک‌ها می‌شده یا این که مربوط به همهٔ ساکنان کوهستان‌های داغستان می‌شده‌است.
رمضانف و شیخ سعیدف تأکید می‌کنند که نمی‌توان ریشهٔ گِل‌ها و لگ‌ها را در یک قوم به خصوصی دانست. پیش از هر چیزی آنچه که از این نام‌ها استنباط می‌شود به‌طور کلی مردمان داغستان، از جمله مردمانی که زبان آن‌ها لزگی یا با لزگی هم خانواده بوده‌است می‌باشد.

### ریشه‌شناسی نام‌های لاک وکازیکوماخ (غازی قمق)
در روسیهٔ پیش از انقلاب اکتبر لاک‌ها خود را کازیکوماخ، کازیکوموک یا لاک می‌نامیدند. نخستین کاربرد مستند نام کازی-کوموک که به معنای مبارز در راه عقیده است، بر می‌گردد به سدهٔ چهاردهم میلادی در منابع نوشتاری نظام الدین شامی و شرف الدین یزدی. بنا بر نوشته‌های تاریخ‌نگار و خاورشناس بزرگ واسیلی بارتلد، تیمور لنگ در اواخر سدهٔ چهاردهم وارد داغستان شد:
لشگرکشی تیمور به داغستان نشان داد که تا چه اندازه اندک اسلام در آن منطقه گسترش یافته‌است. موضوع گسترش اندک اسلام در این منطقه در سدهٔ دهم به خوبی نمود پیدا می‌کرد. در این زمان کوموک‌ها که اکنون مسلمان بودند و کازی کوموک نامیده می‌شدند (کازی از واژهٔ عربی غزا به معنی جنگ در راه عقیده می‌آید) از این رو به این نام خوانده می‌شدند که به عنوان مبارز در راه اسلام در برابر غیر مسلمانان می‌جنگیدند. پس از لشگرکشی تیمور به آن منطقه در اواخر سدهٔ چهاردهم کازی کوموک‌ها تیمور را دشمن خود می‌دانستند و از همسایگان غیر مسلمان خود در بخش جنوبی داغستان که قیطاق‌ها و آکوشین‌ها بودند پشتیبانی کردند. از این رو تیمور آنان را سرزنش کرد که نام کازی کوموک را آلوده کرده‌اند.
ریشهٔ این نام بنابر گفتهٔ نیکلای دوبروین:
قومی که نزد ما به نام کازی کوموخ نامیده می‌شوند خود را لاک می‌نامند و سرزمینشان را لاکرال-کانو. پیدایش نام کازی کوموخ که نزد ما به لاک معروف است، این حقیقت را توضیح می‌دهد که این قوم این نام را به عنوان یک لقب افتخاری از نخستین آموزه‌های اسلام گرفته‌است که به معنای مبارز در راه عقیده می‌باشد. به این ترتیب که نام دهکدهٔ اصلی این قوم کوموخ (گوموک) بوده‌است که این دهکده دارای حاکم بوده‌است. از به هم پیوستن نام این دهکده با واژهٔ گازی که از غزای عربی می‌آید نام کازی-کوموخ پدید آمده‌است.

## دین
لاک‌ها پیرو مذهب شافعی هستند. مسلمان شدن لاک‌ها اتحاد آن‌ها را حفظ کرده‌است و همچنین در طول تاریخ آن‌ها را در مقابل دولت‌های مسلمان محافظت کرده‌است. روستا نشینان لاک همچنین باورهای پیش از اسلام خویش را در کنار اسلام حفظ کرده‌اند.

## زبان
زبان اصلی تمامی لاک‌ها لاکی نام دارد. این زبان عضوی از خانواده بسیار متنوع زبان‌های شمال شرقی قفقازی است. بحث‌های زیادی دربارهٔ ریشه‌های این زبان و رده‌بندی اش وجود دارد. بیشتر این باور وجود دارد که این زبان به صورت منزوی از یک نقطه آغازین تحول یافته یا اگر ارتباطی با دیگر زبان‌ها داشته در طول زمان آن ارتباط را از دست داده‌است.

## اعتقادات و مختصات
اعتقادات آنها چیست؟
لک ها یکی از اولین مردم داغستانی بودند که در قرن هشتم به اسلام گرویدند و برای قرن ها شهر مرکزی کوهستانی آنها کومخ مرکز آموزش اسلامی بود. اکنون در این عصر، لک‌ها برای بسیاری از داغستانی‌ها، تا حدی به دلیل رهبری باستانی آنها و همچنین اکنون به دلیل نفوذ متحدکننده آنها که در بسیاری از بخش‌های داغستان گسترش یافته‌اند، جایگاه احترام دارند. از دهه 1990، تعداد قابل توجهی از لک‌های شهرنشین به عیسی( مسیحی) ایمان آوردند - در حال حاضر بیش از 50 مؤمن( مسیحی) لک وجود دارد که عمدتاً در بخش‌های شهری داغستان هستند.
گروه قرابت: مردم آسیای مرکزی 
بلوک قرابت: مردمان اوراسیا
خوشه مردم: قفقاز
زبان:  لک - ( lbe )
نام (های) جایگزین:
Kazikumukhtsy، kumux، Laki، Laki
مذهب اولیه: اسلام ـ سنی 
کشور: فدراسیون روسیه 
همچنین در : ترکمنستان ، ازبکستان
جمعیت : 179000
جمعیت جهانی : 188600
PEID: 24467
ROP: 105583

بررسی اجمالی : لک های فدراسیون روسیه ، که تعداد آنها به 179000 نفر می رسد ، درگیر و در عین حال دست نیافتنی هستند. آنها بخشی از خوشه مردم قفقاز در بلوک وابستگی مردمان اوراسیا هستند. در سطح جهانی، این گروه در مجموع 188600 نفر در 3 کشور است. زبان اصلی آنها لکی است. دین اصلی لک ها اسلام سنی است که بزرگترین شاخه اسلام است. مسلمانان اهل سنت از تعالیم قرآن پیروی می کنند و چهار خلیفه اول را جانشینان برحق محمد می دانند.
زبان لک ها، یکی از زبان های ادبی شوروی داغستان
زبان لک به گروه داغستانی زبان های قفقازی (ایبری-قفقازی) تعلق دارد. تقریباً 82200 نفر (سرشماری 1970) در مناطق لاکا، کولی و نوایا لاکا در شوروی داغستان صحبت می کنند.
لکی به پنج گویش اصلی تقسیم می شود. زبان ادبی لکی بر اساس گویش کوموخی است. ساختار آوایی لک با وجود صامت های لبی شده [kƏv]، [tsƏv]، [t∫t∫v]، و [kh'v] و با تضاد واجی صامت های ساده و تشدید شده مشخص می شود که از نظر طول و عدم تمایل متمایز می شوند. ریخت شناسی لک با چهار کلاس دستوری مشخص می شود. دارای یک سیستم دکلنسیال چندحرفه ای است. افعال برای شخص عطف می شوند. زمان ها و حالت ها از یک ریشه اولیه (ریشه فعل با مصدر) یا از یک ریشه ثانویه (از مصدر) تشکیل می شوند. جمله ساده در لکی از ساختارهای ارگاتیو، اسمی و داتیو استفاده می کند. در قرن هشتم، زبان لکی شروع به استفاده از کلمات قرضی از زبان های ارمنی، فارسی و ترکی کرد. در زمان شوروی، لک واژگان را عمدتاً از روسی وام گرفته است. لک الفبای بر اساس خط عربی تا سال 1928 داشت که الفبای رومی شد. در سال 1938 زبان لکی سیستم نوشتاری مبتنی بر الفبای روسی را پذیرفت.
مراجع
ژیرکوف، LI Lakskii iazyk: Fonetika i morfologiia. مسکو، 1955.
Murkelinskii، GB "Lakskii iazyk." در Iazyki narodov SSSR, vol. 4. Moscow, 1967.
Murkelinskii, GB Grammatika lakskogo iazyka, part 1.Makhachkala, 1971.
Murkelinskii, GB Russko-lakskii slovar'. ماخاچکالا، 1953.
Khaidakov, SM Laksko-russkii slovar'. مسکو، 1962.
دایره المعارف بزرگ شوروی، چاپ سوم (1970-1979)

## زبان و سواد غنی لکی
تا قرن نوزدهم لک ها مانند همه مسلمانان داغستانی به عربی می نوشتند. در قرن هجدهم ادبیات غنی آموزشی و مذهبی ظاهر شده بود. از جمله این نویسندگان اولیه می‌توان به عمر بالکار، قاضی سعید حسین و حاجی موسی حاجی اشاره کرد. اولین اسناد نوشته شده به زبان لکی در اواسط قرن نوزدهم (با استفاده از خط عربی) ظاهر شد. از آنجایی که روستای کومخ مرکز فرهنگی، سیاسی و اقتصادی قلمرو لک بود، گویش کومخ اساس زبان ادبی تازه تأسیس لکی شد و معیار زبان ادبی امروزی باقی مانده است. ادبیات غنایی لک در اواخر قرن نوزدهم پدیدار شد (مثلاً یوسف قد، مرقولی) و ادبیات تاریخی (مثلاً شافعی نیتسوری). ادبیات لک دوره شوروی توسط هارون سعید (سعیدوف) تأسیس شد که هم اولین نویسنده نمایشنامه داغستانی و هم نویسنده اولین مجله بلشویک داغستانی - ایلچی (پیام آور) بود. سایر نویسندگان لک عبارتند از سعید گاویف، ابوطالب غفوروف، عبدالرحمن عمروف، و ای فندی کاپیف (که فقط به زبان روسی نوشته است). اگرچه یک زبان ادبی لکی متمایز وجود دارد، اما آثار کمی در آن نوشته شده است. اکثر نویسندگان لک به زبان روسی می نویسند و اکثریت قریب به اتفاق کتاب ها و مقالاتی که به زبان لکی منتشر شده اند ترجمه از زبان های دیگر (به ویژه روسی) بوده اند. این قابل درک است زیرا تعداد کمی از گویشوران زبان لکی وجود دارد - نویسندگان برای داشتن خوانندگان بیشتر به زبان های دیگر می نویسند. در سال 1928، رژیم کمونیستی به عنوان بخشی از مبارزات ضد اسلامی خود، همه مردم مسلمان اتحاد جماهیر شوروی، از جمله لک ها را مجبور کرد که از خط لاتین به جای عربی استفاده کنند.

## بررسی ارتباط با لک‌های ایران
تحقیقات مری لوئیس در مورد لک های ایران و داغستان:
برگردانده شده به زبان فارسی 
نویسنده :مری لوئیس
بله ، در واقع پیوندهای زیادی بین لک های ایران (لرستان / لکستان ) و لک های داغستان در قفقاز وجود دارد .
دقیقاً یکسان بودن نام آنها تصادفی نیست .
ابتدا با بررسی داغستان شروع می کنیم . داغستان نامی ایرانی است و ریشه باستانی به دوران امپراتوری اشکانی و ساسانی دارد . ساسانیان در داغستان مکان‌های مهمی مانند دروازه‌های خزر ساخته بودند. تاریخ داغستان را اینجا ببینید:
نام بسیاری از نقاط داغستان همگی ایرانی است، مانند زرگران، دربند (دربند) و غیره.
ثانیاً پرچم آنها عامل بسیار مهمی در این پیوند است. پرچم آنها از رنگ‌های قرمز، سفید و سبز تشکیل شده است که در پرچم‌های ایران قرار دارد و عقابی در وسط با خورشید دارد که دقیقاً شبیه همان عقاب و خورشیدی است که در پرچم امپراتوری هخامنشی/فارس (درافش شهباز) یافت می‌شود.
پرچم لک های داغستان: 
درفش شهباز: 
نماد لک های داغستان: 

یک بازسازی تصویری از درفش شهباز. طرح این بازسازی برپایه کاشی یافت‌شده در تخت جمشید و رنگ آن برپایه موزائیک نبرد ایسوس است.

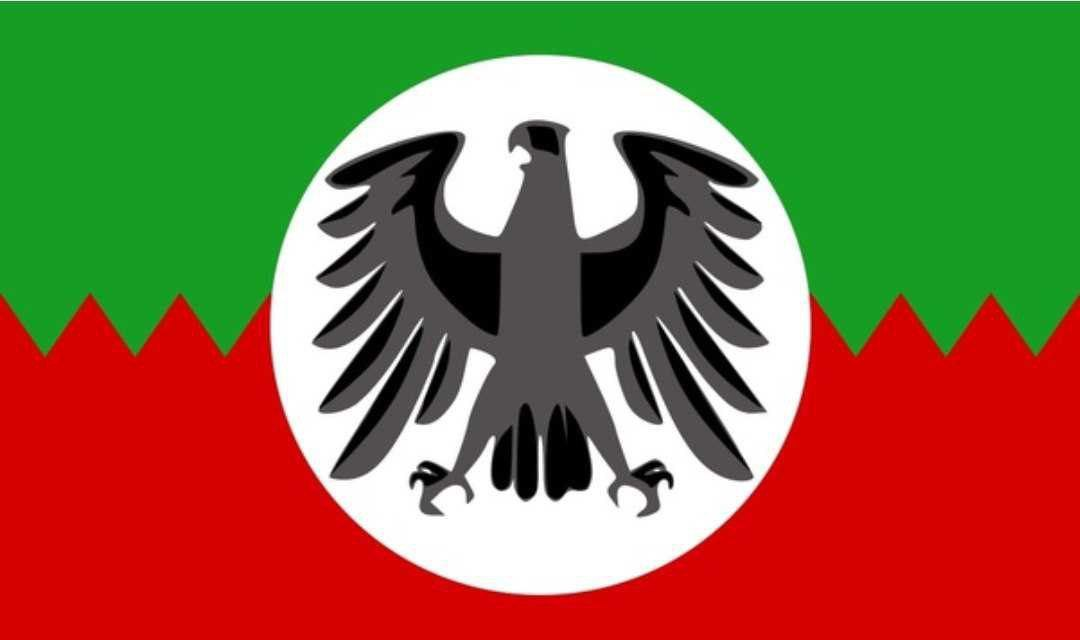
lak Dagestan

نکته بسیار بسیار جالبی که در مورد لک های داغستان باید به آن توجه کرد این است که آنها منطقه خود را لکستان می نامند ، دقیقاً همان نامی که لک های ایران برای منطقه مسکونی خود برچسب گذاری کرده اند
منبع
https://en.wikipedia.org/wiki/Lakia
https://en.wikipedia.org/wiki/Laks_(Caucasus)
علاوه بر این، در داغستان نیز لزگین ها زندگی می کنند. جالب اینجاست که لزگین ها نیز خود را لک می نامند . این دقیقاً همان روشی است که لک ها در ایران نام خود را lek تلفظ می کنند ، 
لک ها در زبان آنها ( مردم لزگین ) به معنای عقاب است،
منبع
https://en.wikipedia.org/wiki/Lezgins
علاوه بر آن ، لک ها (لزگین ها) به منطقه ای که در آن ساکن هستند، لکیا می گویند .
منبع 
https://en.wikipedia.org/wiki/Lezgistan
این نام در امروز برای اشاره به کردامیر نیز به کار می رود. همانطور که می دانید کردها نیز با لک ها ارتباط نزدیک دارند و در داغستان نیز عید نوروز برگزار می شود
در اینجا در روستای لک کوهستانی بلخار جشن گرفته می شود
منبع
https://tripsider.com/tours/12913/nowruz_in_the_mountains_of_dagestan
نوروز در داغستان جشن ملی است ، همانطور که می دانید برخی از اولین مردمان قفقاز خزرهایی بودند که اصالتا ایرانی داشتند. امروزه بسیاری از اقوام ایرانی مانند کرد، تات، تالش، آذری، اوستی و... در قفقاز زندگی می کنند. در این مطالعه مشاهده می کنید که از نظر ژنتیکی مردم داغستان (از جمله لک ها) یک جزء اصلی ایرانی در DNA خود دارند که منشاء آن از کوه های زاگرس است.
منبع
https://www.ncbi.nlm.nih.gov/pmc/articles/PMC10530682/

## هویت ایرانی
در زمان صفویه شمخالات غازی قمق حکومت تاریخی لاک‌ها با نام تازه خانات غازی قمق بخشی از حکومت ایران شد و خان‌هایش مرزهای شمالی ایران را پاسداری می‌کردند. پس از سقوط صفویه اما سرخای خان (سهراب خان) فرمانروای غازی قمق علم خودمختاری برافراشت و در برابر سپاه نادرشاه ایستادگی کرد که البته شکست خورد اما بعدها مورد لطف نادرشاه قرار گرفت. بعدها سرخای خان لکزی نواده سرخای خان (خان غاز قمق و لاک‌ها) از طرف حکومت قاجار والی داغستان شد وی به همراه شیخعلی خان قبه‌ای زیر پرچم ایران در سپاه عباس میرزا سال‌ها با روس‌ها جنگید. حتی پس از عهدنامه ترکمانچای از پای ننشت و همراه شیخعلی خان قبه‌ای به جنگ و گریز با روس‌ها ادامه داد تا در ۱۲۳۵ پس از جنگ خونین با سپاه یرملوف به دربار عباس میرزا پناهنده شد.

## سرزمین

نقشهٔ محل سکونت لک‌ها در داغستان

سرزمین تاریخی لاک‌ها در میان کوه‌های داغستان است و خود آن را لاکیه می‌نامند.
منطقهٔ زندگی لک‌ها از نظر تاریخی بخش مرکزی داغستان کوهستانی (منطقهٔ لاک و کول) است و یکی از قوم‌های بومی داغستان به‌شمار می‌آیند. مرکزیت اداری لاک‌ها دهستان قمق است.

## تاریخچه
تاریخچه اولیهٔ لاک‌ها نامشخص است. آنطور که مشخص شده‌است لاک‌ها از پیش از عصر برنز در داغستان حضور داشته‌اند. با اینکه مسیحیت توسط ارامنه و گرجی‌ها به لاک‌ها معرفی شده بود اما با فتح سرزمین‌شان توسط مسلم بن عبدالملک از سرداران خلیفهٔ عباسی اسلام به آنجا راه یافته‌است.

### ریشه‌شناسی نام‌های لِگ و لِک
نام لگ در منابع باستانی به دست آمده دربارهٔ قوم‌های جنوب داغستان دیده می‌شود که در این منابع نام لگ در پیوند با قوم آلبان‌ها آمده‌است.
یکی از متخصصان برجستهٔ تاریخ آلبانیای قفقاز، کامیلا تریویر می‌گوید:
"به نظر من لگ‌ها در منطقه‌های کوهستانی حوزهٔ رودخانه سامور، شمال منطقهٔ سکونت اودین‌ها و آلبان‌ها زندگی می‌کردند. این موضوع که استرابون لگ‌ها و گِل‌ها را از اقوام سکا می‌داند این تفاوت اساسی را آشکار می‌کند که قوم کوه‌نشین لگ با اودیان و آلبان‌ها تفاوت داشته‌اند."
ام. گ گاجیف، اُ.ام. داویدف و آ. آر شیخ سعیدف نام لگ باستانی را با لک گرجی مرتبط می‌دانند:
"از نظر هویت و مکان واژهٔ لک دارای چند معنی است. به یک معنی می‌تواند به همهٔ قوم‌هایی که در داغستان زندگی می‌کنند گفته شود. به معنایی دیگر و بنابر نظر تاریخ نگار گرجی لئونتی مروویلی این واژه به بخش بزرگی از قوم‌های داغستان در سده‌های میانه دلالت می‌کرده‌است. به معنای دیگر معنای این واژه گسترش یافته و برای بخش بزرگی از قلمرو داغستان به کار می‌رود، ولی نه به همهٔ بخش‌های داغستان. به‌طور کلی نام لاک ریشه در واژهٔ باستانی لگ و واژه گرجی لک دارد."
نیکولای تروبتسکوی می‌گوید:
"چچن‌ها، لاک‌ها (کوموخ‌ها)، اودیان گروهی را تشکیل می‌دهند که از نسل لگوی (لگای)های باستانی هستند."
پژوهشگران و خاورشناسان سرشناسی چون پیوتر اوسلار و لاورف نام لگی را با نام‌های داغستانی لاک، لک، لکزی و لزگی دارای یک تعریف می‌دانند، ولی مشخص نیست که این تعریف مربوط به نیاکان لاک‌ها می‌شده یا این که مربوط به همهٔ ساکنان کوهستان‌های داغستان می‌شده‌است.
رمضانف و شیخ سعیدف تأکید می‌کنند که نمی‌توان ریشهٔ گِل‌ها و لگ‌ها را در یک قوم به خصوصی دانست. پیش از هر چیزی آنچه که از این نام‌ها استنباط می‌شود به‌طور کلی مردمان داغستان، از جمله مردمانی که زبان آن‌ها لزگی یا با لزگی هم خانواده بوده‌است می‌باشد.

### ریشه‌شناسی نام‌های لاک وکازیکوماخ (غازی قمق)
در روسیهٔ پیش از انقلاب اکتبر لاک‌ها خود را کازیکوماخ، کازیکوموک یا لاک می‌نامیدند. نخستین کاربرد مستند نام کازی-کوموک که به معنای مبارز در راه عقیده است، بر می‌گردد به سدهٔ چهاردهم میلادی در منابع نوشتاری نظام الدین شامی و شرف الدین یزدی. بنا بر نوشته‌های تاریخ‌نگار و خاورشناس بزرگ واسیلی بارتلد، تیمور لنگ در اواخر سدهٔ چهاردهم وارد داغستان شد:
لشگرکشی تیمور به داغستان نشان داد که تا چه اندازه اندک اسلام در آن منطقه گسترش یافته‌است. موضوع گسترش اندک اسلام در این منطقه در سدهٔ دهم به خوبی نمود پیدا می‌کرد. در این زمان کوموک‌ها که اکنون مسلمان بودند و کازی کوموک نامیده می‌شدند (کازی از واژهٔ عربی غزا به معنی جنگ در راه عقیده می‌آید) از این رو به این نام خوانده می‌شدند که به عنوان مبارز در راه اسلام در برابر غیر مسلمانان می‌جنگیدند. پس از لشگرکشی تیمور به آن منطقه در اواخر سدهٔ چهاردهم کازی کوموک‌ها تیمور را دشمن خود می‌دانستند و از همسایگان غیر مسلمان خود در بخش جنوبی داغستان که قیطاق‌ها و آکوشین‌ها بودند پشتیبانی کردند. از این رو تیمور آنان را سرزنش کرد که نام کازی کوموک را آلوده کرده‌اند.
ریشهٔ این نام بنابر گفتهٔ نیکلای دوبروین:
قومی که نزد ما به نام کازی کوموخ نامیده می‌شوند خود را لاک می‌نامند و سرزمینشان را لاکرال-کانو. پیدایش نام کازی کوموخ که نزد ما به لاک معروف است، این حقیقت را توضیح می‌دهد که این قوم این نام را به عنوان یک لقب افتخاری از نخستین آموزه‌های اسلام گرفته‌است که به معنای مبارز در راه عقیده می‌باشد. به این ترتیب که نام دهکدهٔ اصلی این قوم کوموخ (گوموک) بوده‌است که این دهکده دارای حاکم بوده‌است. از به هم پیوستن نام این دهکده با واژهٔ گازی که از غزای عربی می‌آید نام کازی-کوموخ پدید آمده‌است.

## دین
لاک‌ها پیرو مذهب شافعی هستند. مسلمان شدن لاک‌ها اتحاد آن‌ها را حفظ کرده‌است و همچنین در طول تاریخ آن‌ها را در مقابل دولت‌های مسلمان محافظت کرده‌است. روستا نشینان لاک همچنین باورهای پیش از اسلام خویش را در کنار اسلام حفظ کرده‌اند.

## زبان
زبان اصلی تمامی لاک‌ها لاکی نام دارد. این زبان عضوی از خانواده بسیار متنوع زبان‌های شمال شرقی قفقازی است. بحث‌های زیادی دربارهٔ ریشه‌های این زبان و رده‌بندی اش وجود دارد. بیشتر این باور وجود دارد که این زبان به صورت منزوی از یک نقطه آغازین تحول یافته یا اگر ارتباطی با دیگر زبان‌ها داشته در طول زمان آن ارتباط را از دست داده‌است.

## بررسی ارتباط با لک‌های ایران
ممکن است عده‌ای بگویند که لک‌های لرستان در هزاران سال پیش به قفقاز رفته و در طول سالیان، تغییر زبان و فرهنگ داده‌اند، در جواب آن‌ها باید گفت که خیر آنها هیچ ارتباطی با لک های ایران ندارند و از بومی های قفقاز شمالی هستند.در کتاب اقوام مسلمان اتحاد شوروی در صفحهٔ ۱۸۸ به‌صراحت گفته شده که: «لک‌ها، قوم بومی داغستان هستند.» و در ادامه برای تأکید بیشتر می‌افزاید: «نویسندگان سدهٔ نهم و دهم عرب نظیر مسعودی از قومی به نام غومیک نام می‌برد که در ناحیهٔ کنونی متعلق به لک‌ها [ی داغستان] سکنی داشته‌اند و گمان می‌رود که اجداد لک‌های [داغستان] امروزی باشند (آکینر ۱۳۶۷: ۱۸۸). در توضیح واژهٔ غومیک لازم است ذکر شود که قبلاً لک‌ها [ی داغستان] را به‌نام قاضی کوموخ یا قاضی کومیک می‌شناختند (آکینر ۱۳۶۷: ۱۸۸). در باب تشابه کلمه‌ای باید گفت با آنکه کومیک‌ها و قاضی‌کومیک‌ها از نظر لغوی بسیار به هم شبیه هستند و با آن که در داغستان و در کنار هم سکنی دارند اما در بحث زبان و قومیت، هرگز آن‌ها را یکی ندانسته و کاملاً از هم جدا می‌دانند. کومیک‌ها بر خلاف قاضی کومیک‌ها ترک تبارند (آکینر ۱۳۶۷: ۱۸۹). کومیک‌ها در گروه زبانی و قومی، آلتایی (ترکی) قرار دارند در حالی که قاضی‌کومیک‌ها (لک‌های داغستان) در گروه زبانی و قومی قفقازی هستند. ب

## هویت ایرانی
در زمان صفویه شمخالات غازی قمق حکومت تاریخی لاک‌ها با نام تازه خانات غازی قمق بخشی از حکومت ایران شد و خان‌هایش مرزهای شمالی ایران را پاسداری می‌کردند. پس از سقوط صفویه اما سرخای خان (سهراب خان) فرمانروای غازی قمق علم خودمختاری برافراشت و در برابر سپاه نادرشاه ایستادگی کرد که البته شکست خورد اما بعدها مورد لطف نادرشاه قرار گرفت. بعدها سرخای خان لکزی نواده سرخای خان (خان غاز قمق و لاک‌ها) از طرف حکومت قاجار والی داغستان شد وی به همراه شیخعلی خان قبه‌ای زیر پرچم ایران در سپاه عباس میرزا سال‌ها با روس‌ها جنگید. حتی پس از عهدنامه ترکمانچای از پای ننشت و همراه شیخعلی خان قبه‌ای به جنگ و گریز با روس‌ها ادامه داد تا در ۱۲۳۵ پس از جنگ خونین با سپاه یرملوف به دربار عباس میرزا پناهنده شد.